# Списак важних датума историје ЛГБТ+ заједнице
Овај чланак представља важне датуме о подизању свести ЛГБТ популације
| Назив                                                 | Датум         | Година почетка | Образложење |
| ----------------------------------------------------- | ------------- | -------------- | --- |
| Дан сећања на Холокауст                               | 27. јануар    |                | Дан сећања на све жртве током прогона јевреја и хомосексуалаца у нацистичкој Немачкој. |
| Интернационални дан транс идентитета                  | 31. март      | 2009.          | Светски дан подизању свести транс идентитета. |
| Day of Silence (Дан тишине)                           | Април         | 1996.          | Иако је априла месеца, дан прославе је сваке године другачији. Циљ је подизање свести интимидације које младе ЛГБТ особе трпе.                                                                          |
| Светски дан лезбијки                                  | 26. април     | 1982.          | |
| Међународни дан борбе против хомофобије и трансфобије | 17. мај       | 2004.          | 17. мај је изабран од стране француског активисте против хомофобије Луиса Георгија Тина као референца на дан када је светска здравствена организација објавила да хомосексуалност није психичка болест. |
| Дан Харвија Милка                                     | 22. мај       | 2010.          | Дан сећања на Харвија Милка, политичара убијеног на дан свог рођендана. |
| Светски дан пансексуалности                           | 24. мај       | 2015.          | |
| Месец ЛГБТ поноса                                     | јун           |                | Иако је приде месец слављен целе године, први приде је почео у јуну месецу. |
| Рођендан легализације венчања за све                  | 26. јун       | 2015.          | Одлука Врховног суда Сједињених Америчких Држава. |
| Светски дан бисексуалности.                           | 23. септембар | 1999.          | |
| Coming out day                                        | 11. октобар   | 1988           | Национални дан изласка. |
| Светски дан интерсексуалности                         | 26. октобар   | 1996.          | Дан прве манифестације интерсексуалности у Бостону. |
| Дан сећања на жртве трансфобије                       | 20. новембар  | 1999.          | |
| Светски дан борбе против сиде                         | 1. децембар   | 1988           | |
| Међународни дан људских права                         | 10. децембар  | 1950.          | |